# Postpalais

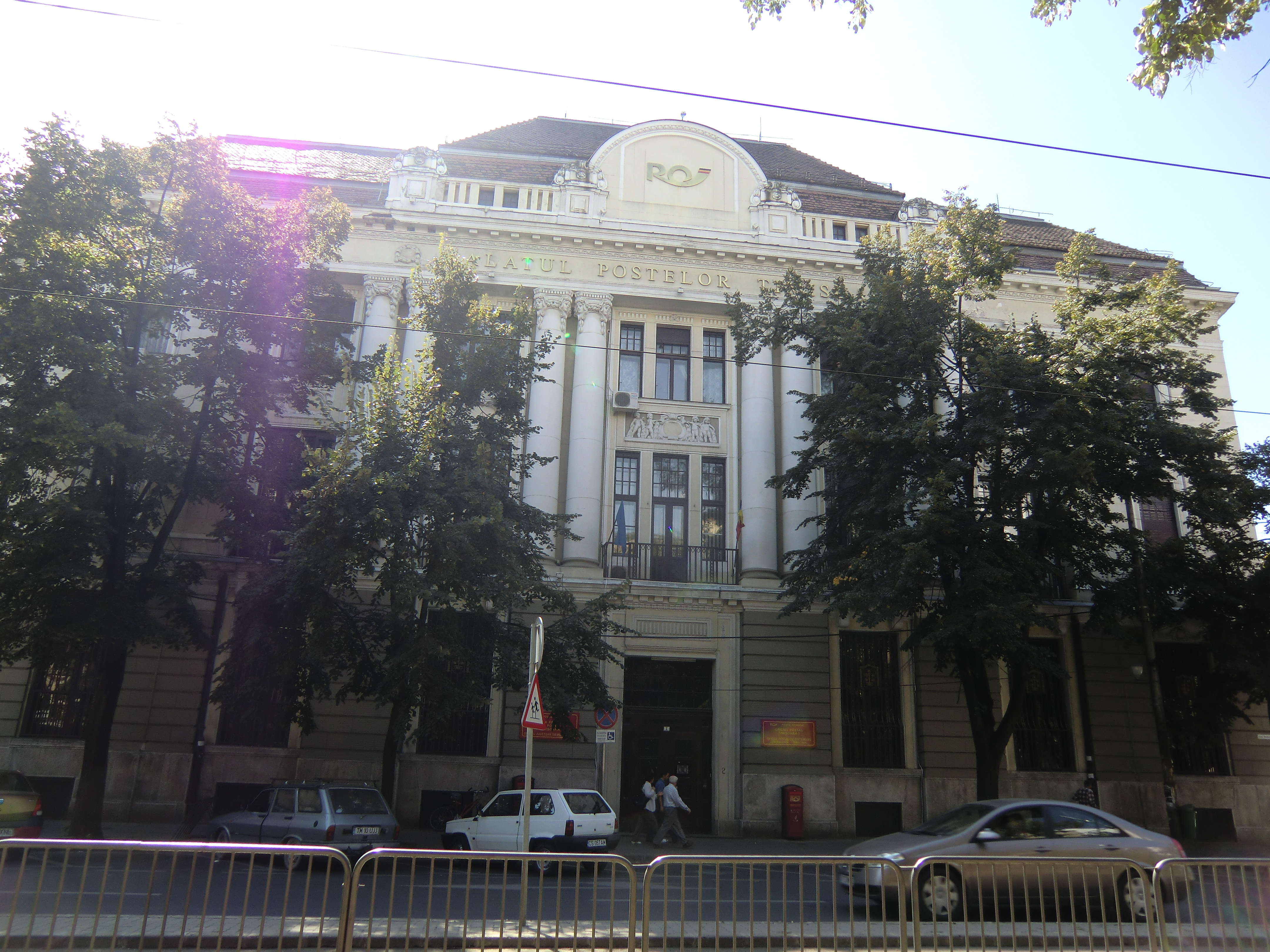
Postpalais, Timișoara, 2010

Das Postpalais (rumänisch: Palatul Poștelor), auch Große Post (rumänisch: Poșta Mare), ist ein denkmalgeschütztes zwei- bis dreistöckiges Gebäude in der westrumänischen Stadt Timișoara. Es liegt am Bulevardul Revoluției 1989 und beherbergt bis heute das Hauptpostamt der Stadt, amtlich Oficiul Poștal Timișoara 1 genannt.

## Geschichte

Das noch unbebaute Postpalais-Areal neben der Österreichisch-Ungarischen Bank

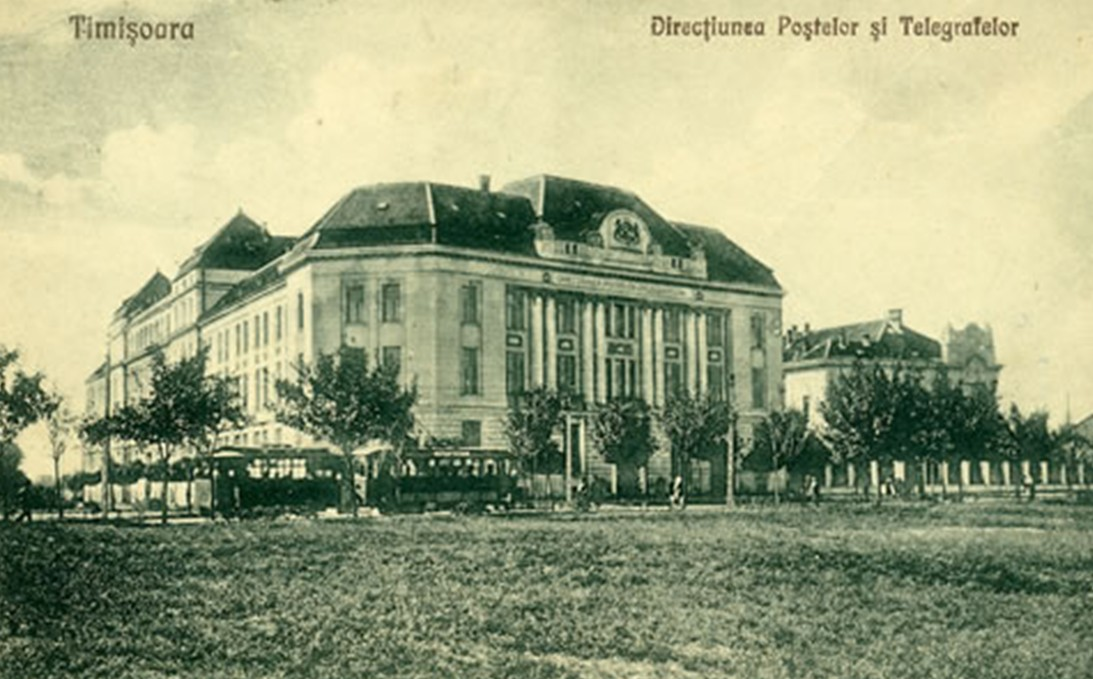
Das Postpalais in den 1920er-Jahren

Ende des 19. beziehungsweise Anfang des 20. Jahrhunderts fand der Abriss der Festungsmauern in Temeswar statt, womit eine der wichtigsten Perioden der Baugeschichte der Stadt begann. Für das nun vorhandene Bauland, das zwischen der Inneren Stadt und den Vororten Fabrikstadt beziehungsweise Josefstadt lag,  stellte der Baumeister und Professor für Architektur Ludwig von Ybl mehrere Versionen von Systematisierungsplänen vor, wobei nach Wiener Vorbild mehrere Ringe entstehen sollten, die aber später vom Architekten László Székely vereinfacht wurden. Nach diesen Plänen sollte auch eine 40 Meter breite Verkehrsader erster Kategorie errichtet werden, welche die Innenstadt mit der Fabrikstadt verbinden sollte. Auf diesem Boulevard entstanden mehrere sozial-kulturelle Bauten, darunter auch das Postpalais. 
Durch die Entwicklung des Post- und Fernmeldewesens wurden die im Dikasterialpalast untergebrachten Betriebsräume zu klein, daher beschloss der ungarische Staat, dem diese Dienste unterstellt waren, ein neues Gebäude zu errichten. Gemäß dem Journalisten Luzian Geier stellte die Stadt 1905 dafür 1206 Quadratklafter Baufläche zur Verfügung. Ein Quadratklafter entspricht dabei 3,59665 Quadratmetern.  
Mit dem Bau des Postpalais wurde 1910 begonnen, nachdem das Bauland im Jahr zuvor durch die Eröffnung des neuen Boulevards und der ebenfalls neuen Podul Decebal das entsprechende Bauland auf der alten Verbindungsstraße frei wurde. Über das Jahr der Fertigstellung des Postgebäudes besteht in den Quellen Uneinigkeit. Nach Mihai Opriș wurde das von dem Architekten Ignác Alpár geplante Gebäude 1913 fertiggestellt. Nach anderen Quellen soll die Post schon 1912 in ihr neues Palais eingezogen sein. Im Erdgeschoss richtete man eine große Schalterhalle ein. Im ersten Obergeschoss wurde das Telegrafenamt eingerichtet; dort fand später auch die automatische Telegrafenzentrale ihren Platz. Im zweiten Obergeschoss war bis 1937 die für jene Zeiten moderne manuell bediente Telefonzentrale untergebracht. 
Laut Luzian Geier umfasste der Baugrund schließlich eine Fläche von 4426,8 Quadratmetern. Das zwei- bis dreistöckige Gebäude ist von vier Straßen umgeben und hat eine Trapezform. Die  Außenfassade entlang des Bulevardul Revoluției 1989 und die Rückseite auf der Strada Traian Grozăvescu haben eine Länge von je 37,6 Meter. Die zwei Seitenfronten an der Strada Ștefan Cicio Pop und am Bulevardul Mihai Eminescu sind 98,7 beziehungsweise 112 Meter lang. Der Innenraum bestand aus 170 Zimmern und 45 Nebenräumen. Im dritten Stockwerk wurden auch Dienstwohnungen und zwischen den Gebäudeflügeln zwei Innenhöfe eingerichtet. 
Zur Zeit der Besetzung Temeswars durch serbische Truppen nach dem Ersten Weltkrieg kam auch das Postpalais unter serbische Kontrolle. Während des späteren Abzugs nahmen diese neben den modernen technischen Einrichtungen auch das gesamte Postarchiv mit, wodurch die Banater Postgeschichte heute nur schwer zu ermitteln ist. Im Herbst 1919, nach dem Anschluss des Banats an Rumänien, wurde im Postpalais eine rumänische Postverwaltung eingesetzt. Laut Geier schätzte man den damaligen Wert des Baus auf etwa 50 Millionen Lei. 
Die ersten nennenswerten Überholungsarbeiten wurden 1932 durchgeführt. Laut Geier gab es 1936 im Postpalais elektrische Beleuchtung und Zentralheizung. Die Heizanlage wurde in den 1970er Jahren modernisiert und es wurden Teilreparaturen am Bau durchgeführt. Anfang der 1980er Jahre wurde das Gebäude generalüberholt. 
Da das Postpalais ursprünglich freizügig angelegt war, wurden im Gebäude seit 1923 auch andere Institutionen untergebracht; so beherbergte das Gebäude zum Beispiel in einem Gebäudeflügel zwischen 1923 und 1940 die Fach- und Oberschule für Post- und Fernmeldewesen. 1940 waren hier zeitweilig auch die neugegründete Baufakultät und die aus Cluj-Napoca (deutsch Klausenburg) übergesiedelte Erdkundefakultät eingerichtet. Nach dem Zweiten Weltkrieg war im Postpalais die Banater Post-Telegrafen-Telefon-Direktion (heute Temescher Kreisdirektion für Post und Fernmeldewesen) und das Hauptpostamt untergebracht, die aber im eigenen Haus über immer weniger Raum verfügten. Ab 1948 bestand hier die Technische Mittelschule für Post und Fernmeldewesen, und nach deren Auflösung die posteigene Postlyzeale Schule für Radio und Fernmeldewesen. 1950 wurde der Kindergarten mit Hort für den Nachwuchs des Postpersonals eingerichtet. Nach dem Zusammenschluss des Ministeriums für Post und Fernmeldewesen und des Ministeriums für Verkehrswesen 1958 zog auch das regionale Transportunternehmen I.R.T.A. in das Postgebäude ein. 1962 kam auch noch der betriebseigene Drahtfunksender hinzu, wofür die Kantine aufgegeben wurde. Schließlich mussten 1968 auch die Postschalter zusammenrücken, um dort dem Reisebüro der rumänischen Staatsbahn Căile Ferate Române Platz zu machen.